# Roland Kaltenegger
Roland Kaltenegger (* 6. Januar 1941 in Lübeck) ist ein deutscher Publizist mit einem Schwerpunkt auf militärgeschichtlichen Themen.

## Leben und Wirken
Roland Kaltenegger wurde als Sohn steirischer Eltern in Lübeck geboren. Nach einem Volontariat beim Reichenhaller Tagblatt absolvierte er eine Ausbildung zum Diplom-Bibliothekar in Köln. Anschließend war Kaltenegger Angehöriger der 1. Gebirgsdivision der Bundeswehr. Er ist Verfasser zahlreicher Bücher und Aufsätze vorwiegend zur Geschichte der Wehrmacht.
Seine Schriften erschienen oft in Verlagen, die der rechtsextremen Szene zugerechnet werden, und verfolgen revisionistische Absichten. Eberhard Rondholz zufolge bekannte sich Kaltenegger als Autor „ausdrücklich zur Kunst des Weglassens, angeblich, um den Umfang eines normalen Buches nicht zu überschreiten. Doch dieser Kunst des Weglassens fiel vor allem all das zum Opfer, was die Veteranen bei der Erinnerung an vergangene Heldentaten hätte stören können.“ Militärhistoriker nehmen Kalteneggers Werke teilweise zur Kenntnis; während manche Kalteneggers Bücher nur als „oberflächlich und unkritisch“ beurteilen, betonen andere die darin zu findende Verharmlosung von Kriegsverbrechen, Apologie für die Kriegsführung des NS-Staates sowie sie Verherrlichung der Gebirgstruppe und ihrer Kriegsverbrechen. Eine der Darstellungstechniken hat Michael Wedekind als „Zerfaserung“ charakterisiert, durch die wesentliche Merkmale der NS-Politik überspielt würden.

## Schriften (Auswahl)
- Titos Kriegsgefangene. Folterlager, Hungermärsche und Schauprozesse. Leopold Stocker Verlag, Graz 2001, ISBN 978-3-7020-0917-5
- Krieg in der Arktis. Die Operationen der Lappland-Armee 1942–1945. Leopold Stocker Verlag, Graz/Stuttgart 2003, ISBN 3-7020-1018-1
- Operation „Alpenfestung“. Das letzte Geheimnis des „Dritten Reiches“. Herbig, München 2005, ISBN 3-7766-2431-0
- Generalleutnant Walter Stettner Ritter von Grabenhofen. Vom Alpenkorpskämpfer des Ersten Weltkriegs zum Ritterkreuzträger im Zweiten Weltkrieg. Verlag Flechsig, Würzburg 2014, ISBN 978-3-8035-0050-2